# Antispila jurinella
Antispila jurinella is een vlinder uit de familie van de Heliozelidae. De wetenschappelijke naam van de soort is voor het eerst geldig gepubliceerd in 1811 door Hübner.